# 26858 Misterrogers
Misterrogers (asteroide 26858) é um asteroide da cintura principal. Possui uma excentricidade de 0.34303770 e uma inclinação de 21.90186º.
Este asteroide foi descoberto no dia 21 de março de 1993 por Eleanor F. Helin em Palomar.